# العلاقات الجنوب سودانية الغيانية
العلاقات الجنوب سودانية الغيانية هي العلاقات الثنائية التي تجمع بين جنوب السودان وغيانا.

## مقارنة بين البلدين
هذه مقارنة عامة ومرجعية للدولتين:
| وجه المقارنة                                              | جنوب السودان                  | غيانا        |
| --------------------------------------------------------- | ----------------------------- | ------------ |
| المساحة (كم2)                                             | 619.75 ألف                    | 214.97 ألف   |
| عدد السكان (نسمة)                                         | 12.58 مليون                   | 777.86 ألف   |
| الكثافة السكانية (ن./كم²)                                 | 20.3                          | 3.62         |
| العاصمة                                                   | جوبا                          | جورج تاون    |
| اللغة الرسمية                                             | لغة إنجليزية                  | لغة إنجليزية |
| العملة                                                    | جنيه جنوب سوداني، جنيه سوداني | دولار غياني  |
| الناتج المحلي الإجمالي (بليون دولار)                      | 2.90 مليار                    | 3.68 مليار   |
| الناتج المحلي الإجمالي (تعادل القوة الشرائية) بليون دولار | 22.88 مليار                   | 5.77 مليار   |
| الناتج المحلي الإجمالي الاسمي للفرد دولار أمريكي          | 73                            | 4.13 ألف     |
| الناتج المحلي الإجمالي للفرد دولار أمريكي                 | 2.02 ألف                      |              |
| مؤشر التنمية البشرية                                      | 0.467                         |              |
| رمز المكالمات الدولي                                      | +211                          | +592         |
| رمز الإنترنت                                              | .ss                           | .gy          |
| المنطقة الزمنية                                           | ت ع م+03:00                   | 00           |

## منظمات دولية مشتركة
يشترك البلدان في عضوية مجموعة من المنظمات الدولية، منها:
| علم المنظمة | اسم المنظمة                               | تاريخ انضمام جنوب السودان | تاريخ انضمام غيانا |
| ----------- | ----------------------------------------- | ------------------------- | ------------------ |
|             | مؤسسة التنمية الدولية                     | 18 أبريل 2012             | 4 يناير 1967       |
|             | يونسكو                                    | 27 أكتوبر 2011            | 21 مارس 1967       |
|             | وكالة ضمان الاستثمار متعدد الأطراف        | 18 أبريل 2012             | 18 يناير 1989      |
|             | الأمم المتحدة                             | 14 يوليو 2011             | 20 سبتمبر 1966     |
|             | الاتحاد البريدي العالمي                   | ?                         | ?                  |
|             | البنك الدولي للإنشاء والتعمير             | 18 أبريل 2012             | 26 سبتمبر 1966     |
|             | الاتحاد الدولي للاتصالات                  | 3 أكتوبر 2011             | 8 مارس 1967        |
|             | مؤسسة التمويل الدولية                     | 18 أبريل 2012             | 4 يناير 1967       |
|             | المركز الدولي لتسوية المنازعات الاستشارية | 18 مايو 2012              | 10 أغسطس 1969      |
|             | منظمة الشرطة الجنائية الدولية             | ?                         | ?                  |

## وصلات خارجية
- موقع وزارة الخارجية الجنوب سودانية
- موقع وزارة الخارجية الغيانية